# Flussbad Berlin
Das Flussbad Berlin ist ein Projekt zur Umwandlung des Spreekanals in Berlin-Mitte. Der Kanal soll ökologisch gesäubert und als Flussbad genutzt werden. Das von der Architekten- und Künstlergruppe realities:united konzipierte Projekt wurde von 2014 bis 2018 als „Nationales Projekt des Städtebaus“ vom Bund und durch die Berliner Senatsverwaltung für Stadtentwicklung und Umwelt gefördert. Seit 2012 setzt sich der gemeinnützige Verein „Flussbad Berlin e. V.“ für die Realisierung des Projektes ein. Seit 2014 wird der Plan von einer zunehmend breiteren Öffentlichkeit und in den Medien diskutiert.

## Ort

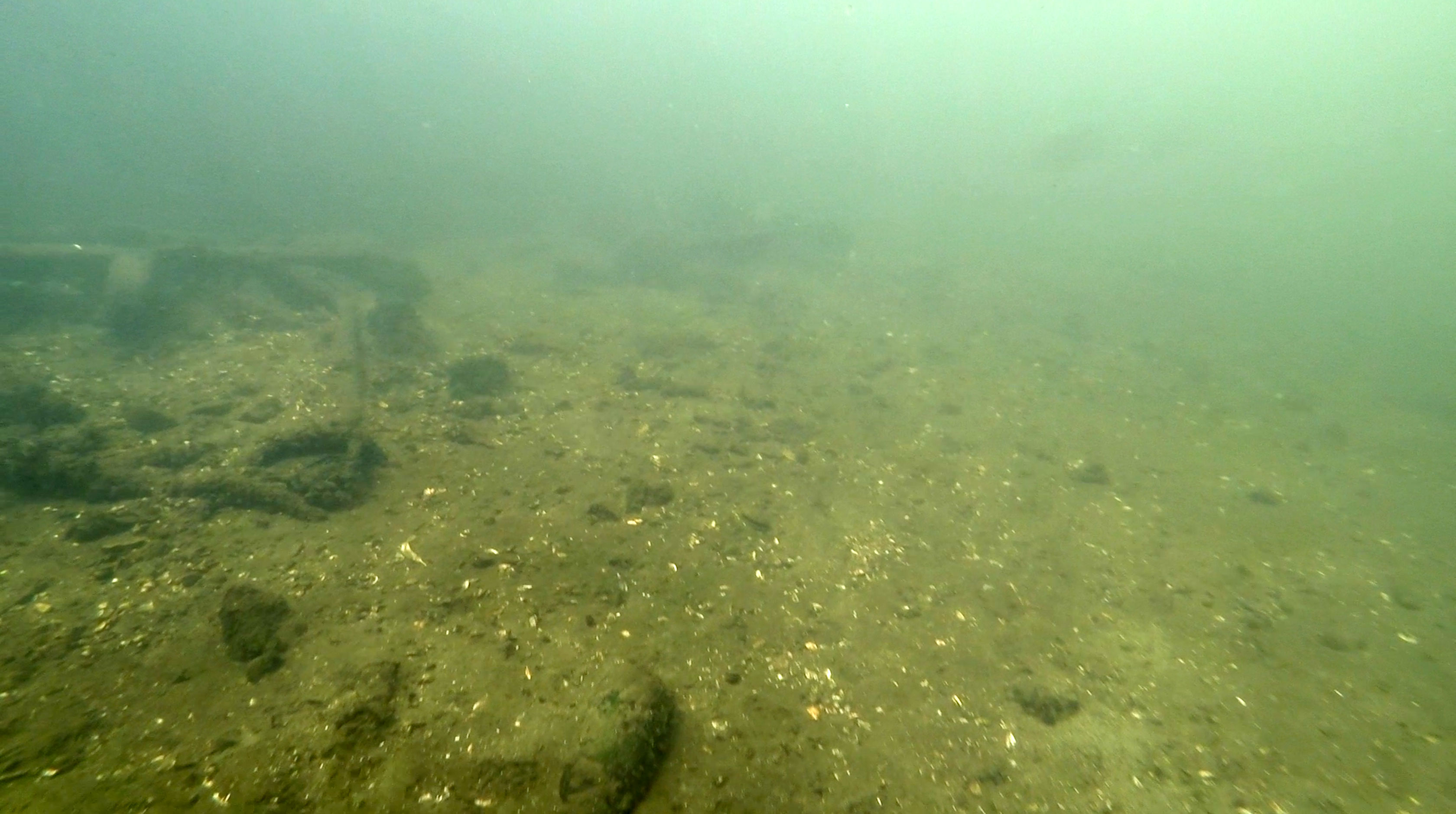
Unterwasseraufnahme der Kanalsohle im Kupfergraben auf Höhe des Pergamonmuseums im Juli 2016

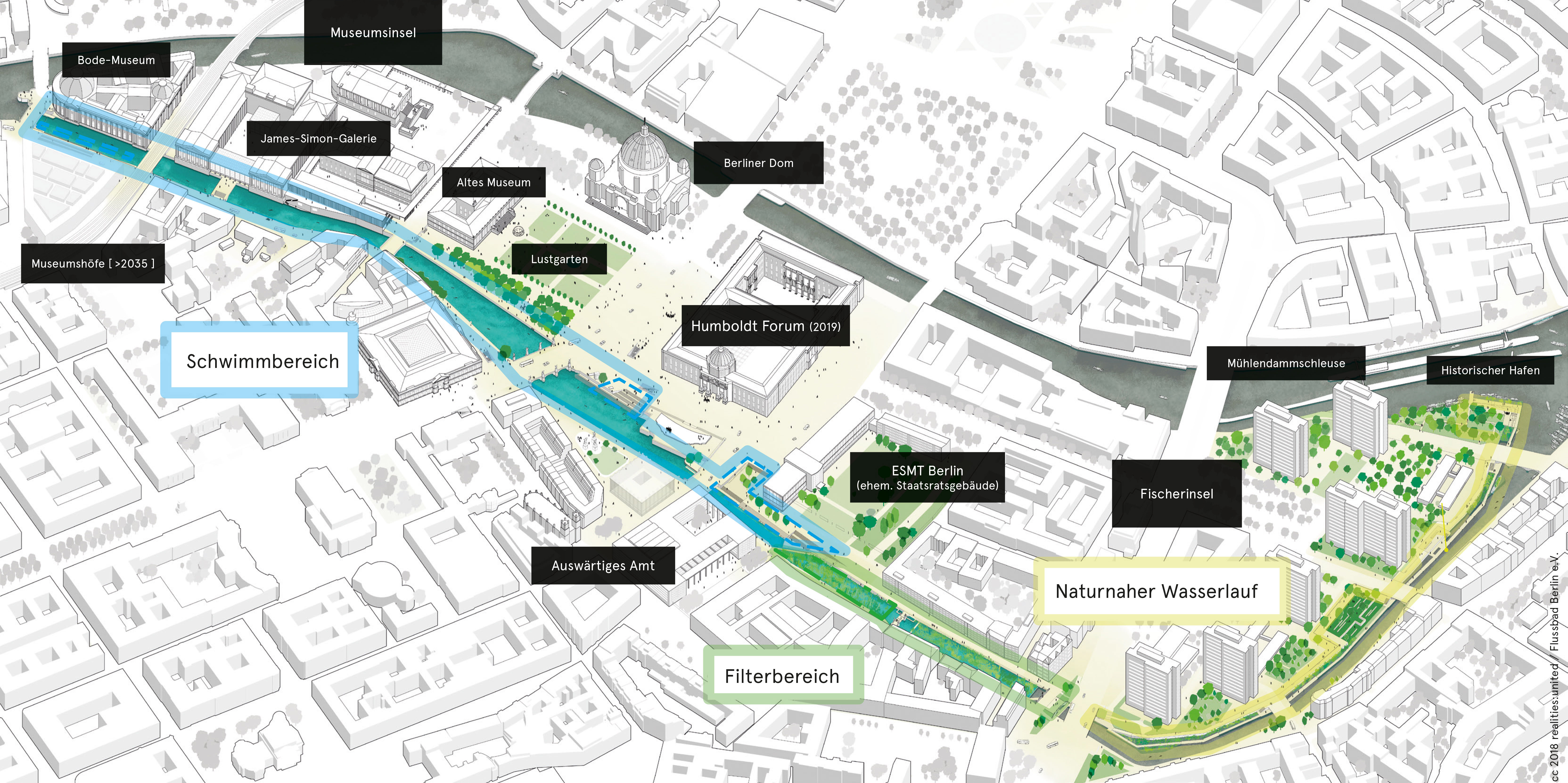
Projektdarstellung nach Vorgabe der Senatsverwaltung für Stadtentwicklung und Wohnen.

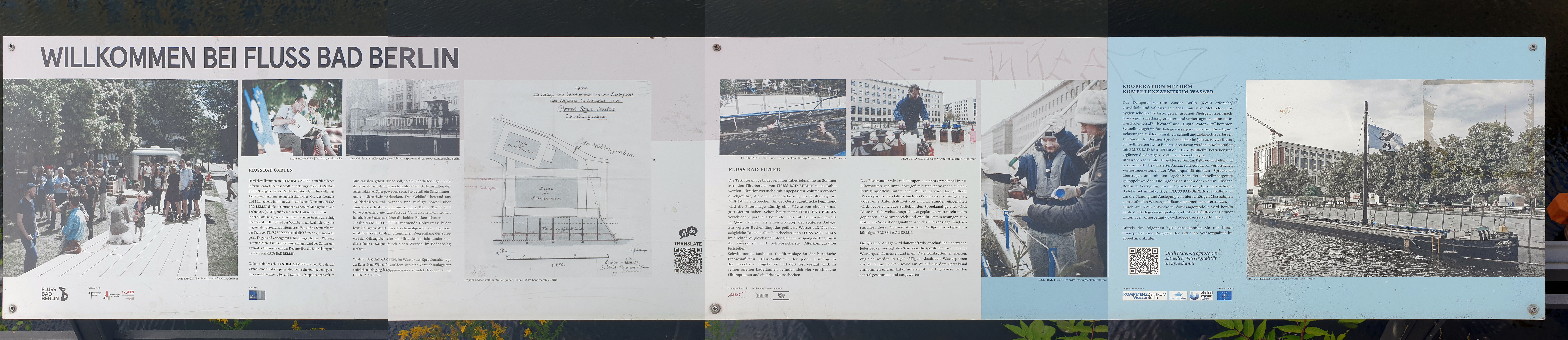
Friedrichsgracht in Berlin-Mitte

Der 1,8 Kilometer lange Spreekanal zweigt an der Fischerinsel nach Südwesten von der breiteren Hauptspree ab und knickt kurz vor der Gertraudenbrücke nach Nordwesten ab. Er mündet am Bode-Museum wieder in die Hauptspree. Gemeinsam mit dieser umfließt er die Museumsinsel. Ein öffentlicher Zugang zum Wasser des Spreekanals ist bislang an keiner Stelle möglich. Eine der letzten historischen Nutzungen war ein Flussbad unweit des Berliner Schlosses, welches 1924 aus hygienischen Gründen endgültig geschlossen wurde.

## Wasserqualität des Spreekanals
Die Spree, zu deren Gewässersystem der Spreekanal gehört, wird derzeit durch verschiedene Einleitungen verschmutzt. Am gravierendsten sind die Folgen der regelmäßigen Überläufe der Mischwasserkanalisation. Etwa 20 bis 30 Mal im Jahr übersteigt das in die Kanalisation eingeleitete Regenwasser das Fassungsvermögen der Kanalrohre und deren Inhalt wird mitsamt den Abwässern aus den Berliner Haushalten, das heißt Fäkalien, Spülrückstände und Hygieneartikel, ungeklärt in den Fluss geleitet. Es dauert jeweils mehrere Tage, bis sich der Fluss von dieser massiven Verschmutzung erholt hat. Ohne den regelmäßigen Überlauf der Kanalisation wäre die Spree so sauber, dass sie zum Baden geeignet ist. Der Müggelsee, der vor den Überlauf-Einleitungsstellen gelegen ist und der von der Spree durchflossen wird, weist in der Regel Badewasserqualität auf. In Zeiten, in denen der letzte Überlauf der Kanalisation im Innenstadtbereich lange genug zurückliegt, ist die generelle Wasserqualität im Spreekanal gut. Der Spreekanal weist dann zeitweise eine Sichttiefe von bis zu 2,5 Metern auf.
Für die Erreichung von Badewasserqualität im Spreekanal müssen die in der EU-Badegewässerrichtlinie definierten Grenzwerte, insbesondere für Escherichia coli und Enterokokken eingehalten werden. Dies gilt insbesondere im Falle von Kanalisationsüberläufen und den daraus resultierenden hohen und dynamischen Belastungen.

## Projekt
Das Projekt „Flussbad Berlin“ verfolgt mehrere Anliegen: Säuberung des Flusses, Zugang zum Wasser, Schaffung eines attraktiven, nicht kommerziell ausgerichteten und öffentlichen Ortes in der Mitte der Stadt, Nutzbarmachung der Brache Spreekanal und Schaffung einer ökologischen Wasserlandschaft im Bereich der Fischerinsel. Der Kanal soll dazu nach den Vorstellungen der Initiatoren in drei Abschnitte eingeteilt werden.
Im oberen Bereich des Kanals zwischen der Inselbrücke und der Gertraudenbrücke soll der Flusslauf in einen natürlicheren Zustand versetzt werden. Die betonierten Uferwände sollen teilweise entfernt werden, um eine „weiche“ begrünte Uferböschung entstehen zu lassen. Innerhalb der über Kilometer kanalisierten Innenstadtspree soll so eine Art „Rastplatz“ für Flora und Fauna entstehen und eine Wiederherstellung des ökologischen Gleichgewichts des Flusses befördert werden. Zugleich soll der Spaziergänger die Möglichkeit erhalten, direkt zum Wasser zu gelangen.
Im Bereich der Friedrichsgracht soll ein Pflanzenfilter auf 300 Metern Länge das verschmutzte Wasser reinigen. Der natürliche Filter sieht vor, das Wasser durch ein 80 Zentimeter tiefes Kiessediment zu führen und durch eine darunter gelegene Drainageschicht in den Schwimmbereich jenseits der  Schleusenbrücke zu leiten.
Der geplante Schwimmbereich liegt zwischen Schleusenbrücke und Monbijoubrücke, d. h. im Abschnitt zwischen Humboldt Forum und Bode-Museum. Der Kanal soll hier durch abgetreppte Uferwände am Lustgarten und am Humboldt Forum zugänglich gemacht werden – zum Aufenthalt am Wasser und zum Schwimmen. An der nördlichen Inselspitze soll ein neues Abschlusswehr den Bereich des sauberen Wassers gegen die Hauptspree abgrenzen. Die zukünftige Schwimmbarkeit des Flusses soll zudem ein Ausweis für die verbesserte Wasserqualität der Spree in diesem Bereich sein und als Modellprojekt für einen anderen Umgang mit den natürlichen Ressourcen in der Stadt werben.
Die größte technische Herausforderung für die Realisierung des Flussbads sind die Überläufe aus der Mischwasserkanalisation, die bei Starkregen ungeklärtes Abwasser in den Kanal spülen. Zwar werden diese massiv verschmutzenden Einleitungen durch den Pflanzenfilter an der Friedrichsgracht gereinigt, doch bleibt das Problem, dass auch im geplanten Schwimmbereich ein besonders großes Überlaufrohr oberhalb der Schleusenbrücke mündet. Um diese Belastung in den Griff zu bekommen, soll dort ein Bewirtschaftungsbauwerk in dieses Rohr eingebaut werden. Dadurch soll der überwiegende Teil des dort anfallenden Abwassers zurückgehalten und nach Ende des Regens sukzessive zu den Klärwerken geleitet werden. Dadurch würde verhindert, dass Abwässer in den Schwimmbereich gelangen.
2014/15 ließ der Verein mit Mitteln der Lotto Stiftung Berlin eine technische Machbarkeitsstudie durchführen, deren Ergebnisse 2015 vorgelegt wurden. Die technische Durchführbarkeit der Wasserreinigung und Nutzung des Spreekanals als Flussbad wurden von unabhängigen Wissenschaftlern bestätigt.

## Verein „Flussbad Berlin e.V.“
Der gemeinnützige Verein Flussbad Berlin e. V. wurde am 2. November 2012 gegründet. Im November 2014 erhielt der Verein im Rahmen des Programms„"Nationale Projekte des Städtebaus“ von Bund und Land Fördermittel in Höhe von 4 Millionen Euro. Im Rahmen dieser Förderung sollen durch den Verein bis Ende 2018[veraltet] die Weiterentwicklung der Projektidee und die politische Willensbildung betrieben werden. Seit Februar 2015 betreibt der Verein eine Geschäftsstelle mit zurzeit 7 festen Mitarbeitern. Der Verein veröffentlichte bislang (Stand: 2018) drei „Jahreshefte“, das erste im Dezember 2015, in dem das Projekt umfassend vorgestellt wurde. Darin findet sich beispielsweise ein Interview mit dem ehemaligen Bundesumweltminister Klaus Töpfer, der das Projekt unterstützt. Im Dezember 2016 erschien das zweite Jahresheft, das sich vor allem der ökologischen und kulturellen Dimension des Projektes widmet. Es enthält Beiträge u. a. von Horst Bredekamp, Katharina Grosse, Barbara Vinken und Harald Welzer. Das dritte Jahresheft erschien im Mai 2018 und enthält unter anderem Interviews mit Hubert Weiger (BUND), Olaf Zimmermann (Deutscher Kulturrat) und Jörg Rocholl (Präsident der ESMT), in denen sich diese ebenfalls für eine Realisierung des Projekts aussprechen.

## Aktivierung des Ortes

### Flussbad-Pokal
Seit 2015 wird im Projektgebiet zwischen Monbijoubrücke im Norden des Spreekanals und Lustgarten der Flussbad-Pokal, jeweils einmal in der Sommersaison eine ganztägige, sportliche Schwimmveranstaltung durchgeführt, die sowohl Wettkämpfern als auch Freizeitschwimmern die Möglichkeit bietet, über eine Distanz von 1.000 m (ab 2019 über 1.500 m) den Kupfergraben an der Museumsinsel vom Wasser aus zu erkunden.
Im Vorfeld der Veranstaltung wird die Wasserqualität der Spree und ihres Seitenarms regelmäßig auf die Einhaltung der Grenzwerte der Badegewässer-Parameter untersucht. Die Schwimmstrecke wird am Veranstaltungstag nur freigegeben, wenn die vorgeschriebenen Grenzwerte nicht überschritten wurden und es in den 24–48 Stunden vor Beginn der Veranstaltung keine Starkregen- und daraus folgend Mischwasser-Überlaufereignisse gab.
2015 schwammen knapp 100 Schwimmer im Wettkampf, 2016 bereits mehr als 200. Aufgrund des Berliner Jahrhundertregens 2017 musste das Schwimmen zum geplanten Tag der Veranstaltung kurzfristig abgesagt werden. Stattdessen wurde das von Barbara Morgenstern komponierte Flussbad-Lied durch den Chor der Kulturen der Welt und allen Besuchern vor Ort uraufgeführt. 2018 nahmen bereits mehr als 400 Schwimmer und Schwimmerinnen teil. Schirmherrin war Stadtentwicklungssenatorin Katrin Lompscher.

## Preise und Förderung
- 2011 Holcim Award Europe (Gold), dotiert mit 100.000 US-Dollar[11]
- 2012 Holcim Award Global (Bronze), dotiert mit 50.000 US-Dollar[12]
- 2014 Förderung durch die „LOTTO-Stiftung Berlin“ zur Herstellung einer vertiefenden Konzeption und eines hydrologischen Gutachtens (110.000 €)
- 2014 Aufnahme in das Bundesprogramm „Nationale Projekte des Städtebaus“. Förderung durch das Bundesministerium für Umwelt, Naturschutz, Bau und Reaktorsicherheit in Höhe von 2,6 Millionen Euro. Weiterhin Förderung in Höhe von 1,3 Millionen Euro durch die Berliner Senatsverwaltung für Stadtentwicklung und Umwelt.
- 2019 Förderung im Bundesprogramm "Nationale Projekte des Städtebaus" des BMI und des Landes Berlins für die Errichtung der ersten Freitreppe im Projektgebiet am Schlossplatz[13].

## Debatte
Das geplante Flussbad wird vor allem seit 2014 in der Öffentlichkeit breit diskutiert, was sich auch in zahlreichen Zeitungsartikeln niederschlägt. Lothar Müller wies im Mai 2015 in der Süddeutschen Zeitung darauf hin, dass vor einer Realisierung noch zahlreiche organisatorische Fragen zu klären seien. Im selben Monat sah Ricardo Tarli das Projekt in der Neuen Zürcher Zeitung als Ausdruck eines veränderten Zeitgeistes: „Das Flussbad ist Ausdruck eines Lebensstils einer aktiven und umweltbewussten Generation, für die ein sauberer Fluss wichtiger ist, als ein eigenes Auto zu besitzen. Ihr Credo: Wir bringen die Natur zurück in die Stadt.“
Vor allem der „1. Berliner Flussbad Pokal“, ein Wettschwimmen mit rund 80 Teilnehmern im vorgesehenen Schwimmbereich an der Museumsinsel, den der Verein Flussbad Berlin am 12. Juli 2015 organisierte, fand dann – sowohl im Vorfeld als auch im Nachhinein – ein reiches Presseecho. Während Die Zeit das Projekt einerseits „genial" und "spektakulär“, andererseits "dekadent und ein bisschen schmutzig" nannte und die Süddeutsche forderte, Berlin müsse sich „den Sprung ins kalte Wasser trauen“, meldete Hermann Parzinger, Präsident der Stiftung Preußischer Kulturbesitz, in einem Gastbeitrag im Tagesspiegel Bedenken gegenüber einer Entwicklung zur „Partyzone“ an. Hierauf erwiderte Tim Edler, einer der Projektautoren, es gebe „keinen kausalen Zusammenhang zwischen Schwimmen und Partymachen“.
Die internationale Rezeption des Projekts ist überwiegend positiv. Michael Kimmelman in der New York Times und Max Kutner in Newsweek sehen das Flussbad als Symbolprojekt einer modernen, zukunftsgewandten Hauptstadt Berlin.
Es wird teils vermutet, dass sich aus der Eigenschaft des Spreekanals als Bundeswasserstraße Konflikte ergeben könnten. Das Wasser- und Schifffahrtsamt Berlin erklärte hierzu im August 2015: „Nach einer ersten überschlägigen Rechtsprüfung hindern die Belange der Schifffahrt im Spreekanal die Umsetzung des Flussbades nicht.“ Allerdings könne man Genaueres erst sagen, wenn die Planung weiter vorangeschritten sei. Der frühere Bundesumweltminister Klaus Töpfer vertrat 2015 in diesem Zusammenhang die These, dass man „einen solchen Abschnitt der Spree sicherlich entwidmen könnte“. Konfliktpotential liegt in der Tatsache, dass sich im Spreekanal die Anlegestelle der Reederei Berliner Wassertaxi-Stadtrundfahrten befindet. Die Funktionalität der im südlichen Bereich existierenden öffentlichen Sportboot-Liegestelle würde durch das Flussbad nicht beeinträchtigt werden. Sie kann bereits heute nur von Osten angefahren werden, da die Durchfahrt nach Norden durch ein Wehr auf Höhe des Auswärtigen Amtes versperrt ist.

## Historische Flussbäder in Berlin
- Badeanstalt an der Schlossfreiheit, offiziell „Badeanstalt hinter den Werderschen Mühlen“
- Badeanstalt an der Waisenbrücke
- Städtisches Flussbad Lichtenberg

## Vergleichbare aktuelle Projekte
Das Flussbad Berlin steht im Kontext zahlreicher internationaler Projekte zur Revitalisierung innerstädtischer Flussläufe. In folgenden Städten existieren vergleichbare Vorhaben:
- Boston: Charles River Swimming Club
- Brügge: Canal Swimmer’s Club zur Triennale 2015[24]
- Dublin: Dublin City Liffey Swime[25]
- Kopenhagen: Kopenhagener Hafenbäder
- London: Thamesbaths[26]
- Los Angeles: Revitalisierung des Los Angeles River
- München: Isarlust[27]
- New York: +POOL
- Paris: Neue Uferlandschaft an der Seine[28]